# 김문수 (축구 선수)
김문수(한국 한자: 金文殊, 1989년 7월 14일 ~ )는 대한민국의 전 축구 선수이며, 포지션은 수비수이였다.